# Nicolas de Condorcet
Marie Jean Antoine Nicolas de Caritat, marquis de Condorcet (født 17. september 1743, død 28. marts 1794) var en fransk filosof, matematiker og statsvidenskabelig forfatter som udviklede konceptet "Condorcet-metoden". Til forskel fra de fleste af sine samtidige var Condorcet fortaler for liberalisme, gratis offentlig uddannelse, konstitutionalisme og lige rettigheder for kvinder og alle folkeslag. Hans ideer er ideelle eksempler på oplysningstidens tankegang. Condorcet var medlem af Académie française og en aristokrat præget af liberale ideer. Han er blevet kaldt den sidste oplysningsfilosof. 
Hans mest berømte værk er Essay om anvendeligheden af analyse på sandsynligheden i flertalsafgørelser fra 1785. Afhandlingen forklarer bl.a. "Condorcet metoden", som er en metode, der kan bruges til at simulere valg af par ud fra alle kandidaterne i en afstemning.
Under Den Franske Revolution blev Condorcet valgt ind i Nationalkonventet og arbejdede ihærdigt på en plan om et offentligt undervisningssystem, som dog aldrig blev gennemført. Han stod girondinerne nær, men undgik arrestation, da de faldt i juni 1793; han blev senere anklaget for at konspirere mod republikken, men holdt sig skjult, mens han arbejdede han på sit hovedværk Esquisse d'un tableau historique des progrès de l'esprit humain, der udkom posthumt. Heri udtrykker han sin optimistiske tro på, at samfundet vil blive mere og mere præget af fornuft og videnskab, og at menneskeheden derved vil komme til at nyde en større og større lykke. Han blev arresteret, men undgik guillotinen ved at tage gift .